# Rudolf Steiner (libro)
Rudolf Steiner. Introducción a su vida y a su obra (en inglés Rudolf Steiner: An Introduction to His Life and Work) es una obra de 2007 del escritor y músico estadounidense Gary Lachman.

## Sinopsis
A pesar de la gran influencia que ha ejercido en el siglo XX, la obra filosófica del austríaco Rudolf Steiner (1861-1925) es apenas conocida por una minoría.
Arquitecto, pedagogo, artista, agricultor, pero sobre todo filósofo y místico, Steiner destaca en el primer tercio del siglo XX como una de sus figuras más versátiles y creativas; no solo por sentar las bases de la educación alternativa, la medicina holística y la agricultura orgánica, sino por haber establecido una vía de conocimiento espiritual para el hombre moderno: la antroposofía.
El autor permite hacer accesible el pensamiento de Steiner situándolo en su contexto histórico y esotérico. Su biografía recorre toda su vida y sus ideas, desde sus comienzos intelectuales en la Viena de fin de siglo hasta su reconocimiento como líder del movimiento teosófico y la fundación de su propio sistema.
Según Isidoro Reguera, este libro es la primera biografía realmente popular de Steiner, quedando seguramente como su introducción definitiva. "Una mente extremadamente lógica y profunda, que a veces súbitamente parece que pierde el juicio", probablemente lo que quiso simplemente fue proponer al hombre materialista moderno una vía de conocimiento espiritual de sí y del mundo. Científicamente, con método y pedagogía, con ideas revolucionarias que hacen repensar la filosofía occidental sobre la conciencia, la naturaleza del pensamiento, la relación mente y mundo. Pero también con afirmaciones extravagantes e inverificables. Ante la paradoja de su personalidad, Lachman recomienda en su obra "disfrutar de su pura vitalidad imaginativa y espigar en él los conocimientos que uno pueda".
Para Andrés Ibáñez, Steiner no es un filósofo, y estudiarlo como tal arroja resultados incomprensibles. La dimensión necesaria para comprender a Steiner es la dimensión sutil.
Gonzalo Muñoz Barallobre añade que Steiner chocó contra su época, contra un momento histórico en el que primaba el culto al materialismo y a la ciencia. Creía firmemente en el espíritu, siendo capaz de ver qué había más allá de lo que aparentaban ser, de llegar hasta el centro de su existencia y revelarla sin sombras. Un centro unido y anclado a una realidad espiritual, para él era la verdadera realidad, aquella de la que el mundo material pendía.